# Daulotypus gibbosipennis
Daulotypus gibbosipennis là một loài bọ cánh cứng trong họ Endomychidae. Loài này được Wilson miêu tả khoa học năm 1926.